# Кладницький Владислав Іванович
Владислав Іванович Кладницький (нар. 5 березня 1932, Запоріжжя, Українська РСР — 29 липня 2015, Прага, Чехія) — радянський, російський композитор. Заслужений діяч мистецтв РРФСР (1982).
Закінчив Ленінградську консерваторію (1959, по класу композиції О. Чишка).
Серед творів: опера «Італійські зустрічі» (1962), 8 симфоній (1958–2000-і рр.), кантата «Моє місто» (1974); для симфонічного оркестру — симфонії: І (1958), II (1967), сюїти «Куба» (1963), «Дитячі ігри» (1964), «Наша молодість» (1965), «Ювілейна увертюра» (1966); поема «Вітчизну славлю» (1972); камерно-інструментальні твори для різних складів; романси та пісні, музика до драматичних вистав, кінофільмів та ін.
З 2001 року жив у Чехії.

## Фільмографія
- «Музиканти одного полку» (1965)
- «Снігуронька» (1968)
- «Дорога на Рюбецаль» (1971)
- «Гра» (1973)
- «Дівчинко, хочеш зніматися в кіно?» (1977)
- «Народився я в Сибіру» (1982)
- «Ніжний вік» (1983)
- «Я тебе ніколи не забуду» (1983)
- «Дитячий патруль» (1984)
- «Срібні струни» (1987) та ін.

Автор музики до українських фільмів:
- «Тиха Одеса» (1967)
- «Севастополь» (1970)
- «До останньої хвилини» (1973)
- «Спадкоємці» (1974, т/ф, 5 с)
- «Квартет Гварнері» (1978, т/ф, 2 с)
- «Шкіра білого ведмедя» (1979)
- «Сто перший» (1983)
- «Секретний фарватер» (1986, т/ф)
- «У Криму не завжди літо» (1987)
- «Яри» (1989, т/ф, 4 с)
- «Ніч грішників» (1992, т/ф)
- «Не відлітай, землянине!» (1992) та ін.

## Джерело
- http://kino-teatr.ru/kino/composer/sov/33168/bio/ [Архівовано 10 Серпня 2014 у Wayback Machine.]
- Помер Владислав Кладницький(рос.) [Архівовано 26 Вересня 2015 у Wayback Machine.]